# Budapest-Felsővízivárosi Szent Anna-plébániatemplom
A Budapest-Felsővízivárosi Szent Anna-plébániatemplom Budapest I. kerületének egyik római katolikus temploma, a budai Víziváros északi részének plébániatemploma, a Batthyány tér egyik legjelentősebb épülete, a budai Duna-part látképének jellegzetes eleme. Építését Hamon Kristóf budai építőmester kezdte meg 1740-ben, és Nöpauer Máté fejezte be 1761-ben.

## Építése
Építését 1740-ben kezdték meg. A tervezéssel és az építésvezetéssel Hamon Kristóf építőmestert bízták meg. 1746-ra készült el a szentély, amelyet ideiglenesen templomként használtak. 1748-ban Hamon meghalt, a templom építését egykori pallérja, később özvegyének férje, a brünni származású Nöpauer Máté folytatta, majd 1761-ben fejezte be. Az 1763. évi földrengés kárainak helyreállítását Kögl Ádám SJ és Hamon János, az építést megkezdő Hamon Kristóf fia végezte. Egyúttal a főhomlokzat dús szobordíszének elhelyezéséről is gondoskodott. 1773-ban a rend feloszlatása és a sűrű plébánosváltozás miatt a templomot elhanyagolták; helyreállítását Hikisch Kristóf építőmester végezte el, majd 1805. augusztus 4-én felszentelték a templomot.
1950 környékén a metróépítés közben felmerülő talajmunkálatokra hivatkozva a templomot le akarták bontani, ám 1954-ben elálltak a tervtől. 1978 és 1985 között teljes belső-, majd 1992 és 1997 között teljes külső felújítást végeztek az épületen.

## Külseje

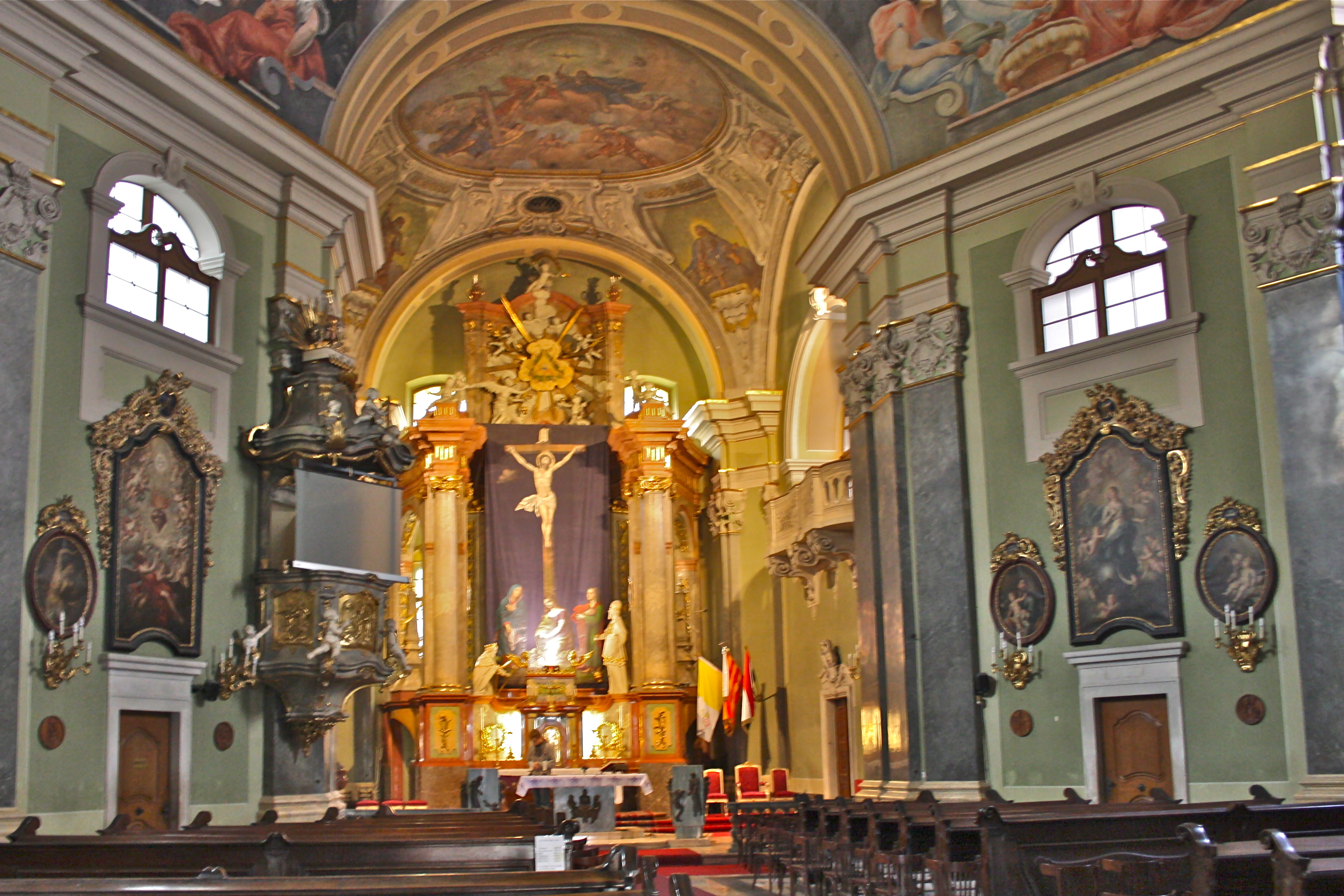
A templom belseje

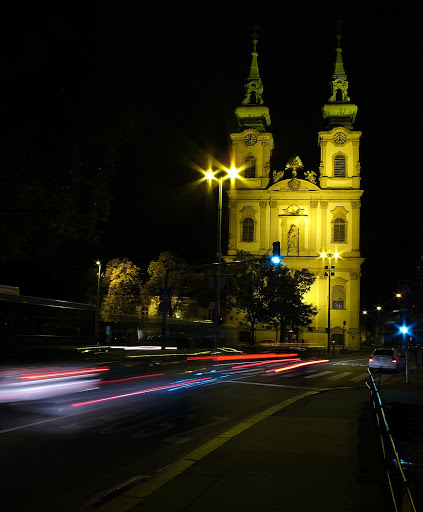
A templom éjszaka

A 21,5 méter széles és 55 méter magas kéttornyú homlokzatával északi irányba néző templomhoz a plébániaház kelet felől csatlakozik. A főhomlokzat síkjában a kosáríves főkapu a Hit, Remény és Szeretet szoborallegóriáival díszített, felette helyezkedik el a kórus nagy, kronosztikonnal ékesített ablaka. A második emeleten álló fülkében Máriát bemutató Szent Anna, fölötte a timpanonban Buda városának címere, legfelül Istenszem sugárzik, hódoló angyalok között.

## Belseje
Ovális kupola fedi a templomhajó nyolcszög alapú terét, északi irányból csatlakozik a toronyalapoktól körülvett orgonakarzat alatti előcsarnok, dél felől pedig a diadalívvel nyíló, csehboltozatos szentély, amelynek Szentháromság-freskóját Vogl Gergely, a kupola Oltáriszentség-képét Kontuly Béla és Molnár C. Pál festették, 1938-ban. Az ovális kupolateret kompozit pilaszterek szegélyezik keleti és nyugati sarkai mögött lévő négy csigalépcsőn keresztül érhetők el az emeleti helyiségek. Délen találhatóak az oratóriumok, északon pedig az orgonakarzat.

## Oltárai
A főoltár a jeruzsálemi nagytemplomot szimbolizáló építmény, hatalakos szoborcsoporttal: a gyermek Máriát a templomban bemutató Szent Anna, Joachim, Zakariás pap és Erzsébet valamint Dávid király. A szoborcsoport 1771 és 1773 között készült, alkotója Bebo Károly, aki a szószéket is faragta. 1767–68-ban készítette a Szent kereszt- és Xavéri Szent Ferenc mellékoltárokat Eberhard Antal.
A faragott sekrestyeszekrény Feldmayer Antal munkája. Az új főoltár Bagi István pp. ajándéka.

## Lorettói kápolna
Az itáliai Loretóban, Szűz Mária názáreti „Szent Házában” tisztelt, 1921-ben elégett szobor másolata 1749 óta állt a Szent Anna-templom lorettói kápolnájában. A 20. század elején szentsírrá átalakított kápolnát 2011 elején állították helyre eredeti formájában. A régi kegyszobor 2013. december 10-én került vissza a kápolna fő helyére. A kápolna gazdag vonalvezetésű, síkban tartott, szimmetrikus kompozíciójú záró kovácsoltvas rácsfala 1752-ből származik, Pugl Ignác alkotása.

## Orgona
A templom orgonáját a drezdai Jehmlich Orgonaüzem építette 1985-ben, Magyarország egyik legkiválóbb orgonáinak egyike. 

## Harangok
A templomnak egykor 5 harangja volt; az 1600 kilogramm súlyú nagyharang (mely a Duna felőli, keleti toronyban lakott) társaival együtt elpusztult a második világháborúban. A nyugati toronyból a kb. 50–100 kg tömegű legkisebb harang hiányzik. A többi három harang is áldozatául esett a világháborúnak, de azokat a jelenlegi harangokkal pótolták már. Egyet 1947-ben, kettőt 2005-ben öntöttek újjá.
Azóta három harangja van, mindhárom a nyugati (szemből nézve jobb oldali) toronyban lakik, a keleti, Duna felőli, szemből nézve bal oldali torony üres.

### Szent Anna-nagyharang
A 710 kilogrammos, 110,5 centiméter alsó átmérőjű, f1 alaphangú nagyharangot Szlezák Ráfael öntötte az 1950-ben  Budapesthez csatolt Rákospalotán, 1947-ben. A második világháborúban elvitt második legnagyobb harangot pótolja. Felirata: „ÖRÜLÖK AZ ÖRVENDEZŐKKEL ÉS SÍROK A SÍRÓKKAL. ISTEN DICSŐSÉGÉRE ÉS SZENT ANNA TISZTELETÉRE ÖNTETTÉK A BUDAPEST-FELSŐVIZIVÁROSI PLÉBÁNIA HÍVEI 1947. ÖNTÖTTE SZLEZÁK RAFAEL RÁKOSPALOTÁN.” A másik oldalán Szent Anna képe látható.

### Magyarok Nagyasszonya-középharang
A 325 kilogrammos, 85 centiméteres alsó átmérőjű, a1 alaphangú középharangot Gombos Miklós öntötte Őrbottyánban, 2005-ben. A második világháborúban elvitt harmadik legnagyobb (legközépső) harang helyére került. Felirata: „ISTEN DICSŐSÉGÉRE ÉS A MAGYAROK NAGYASSZONYA TISZTELETÉRE ÖNTETTE A BUDAPEST-FELSŐVÍZIVÁROSI SZT. ANNA PLÉBÁNIA HÍVŐ KÖZÖSSÉGE A TEMPLOM FÖLSZENTELÉSÉNEK 200. ÉVFORDULÓJÁN. ÖNTÖTTE GOMBOS MIKLÓS HARANGÖNTŐ MESTER ŐRBOTTYÁNBAN.” A másik oldalon a „VIGASZTALD MEG S MENTSD MEG NEMZETÜNK!” felirat olvasható (egy, a Magyarok Nagyasszonyát ábrázoló képpel).

### Szent István-kisharang (lélekharang)
A 162 kilogrammos, 67,5 centiméter alsó átmérőjű, c2 alaphangú kisharangot úgyszintén Gombos Miklós öntötte Őrbottyánban, ugyancsak 2005-ben. A második világháborúban elvitt negyedik legnagyobb (második legkisebb) harang pótlására készült. Felirata: „ISTEN DICSŐSÉGÉRE, SZENT ISTVÁN KIRÁLY TISZTELETÉRE, HALOTTAINK EMLÉKÉRE ÖNTETTE A BUDAPEST-FELSŐVÍZIVÁROSI SZENT ANNA PLÉBÁNIA HÍVŐ KÖZÖSSÉGE A TEMPLOM FÖLSZENTELÉSÉNEK 200. ÉVFORDULÓJÁN. ÖNTÖTTE GOMBOS MIKLÓS HARANGÖNTŐ MESTER ŐRBOTTYÁNBAN.” A másik oldalon a „TE MIATTAD HITTÜNK KRISZTUSBAN, TE MIATTAD ÜDVÖZÜLÜNK IS KRISZTUSBAN” szöveg olvasható (Szent István király képével)
A két kisebb harang felszentelése és toronyba emelése 2005. július 31-én történt, a 11 órakor kezdődő szentmise keretében. Eredetileg a Duna felőli toronyba tervezték őket, de mindkettő a Dunától távolabbi toronyba került, ahol a korábbi hasonló méretű harangok is laktak.

### Harangozási rend
- Hétköznap (hétfőtől péntekig):
  - 6.30-6.31 Középharang (Magyarok Nagyasszonya)
  - 7.00-7.01 Nagy+Közép+Kisharang
  - 12.00-12.02 Nagyharang (Szent Anna)
  - 15.00-15.02 Nagyharang (csak pénteken)
  - 18.00-18.01 Középharang
  - 18.30-18.31 Nagy+Közép+Kisharang
  - 19.00-19.02 Nagyharang
  - 19.02-19.03 Kisharang (Szent István)
- Hétköznap (szombaton):
  - 8.30-8.31 Középharang
  - 9.00-9.01 Nagy+Közép+Kisharang
  - 12.00-12.02 Nagyharang
  - 18.00-18.01 Középharang
  - 18.30-18.31 Nagy+Közép+Kisharang
  - 19.00-19.02 Nagyharang
  - 19.02-19.03 Kisharang
- Vasárnap és nagyobb egyházi ünnepeken:
  - 6.30-6.31 Középharang
  - 7.00-7.01 Nagy+Közép+Kisharang
  - 8.30-8.31 Középharang
  - 9.00-9.01 Nagy+Közép+Kisharang
  - 10.30-10.31 Középharang
  - 11.00-11.01 Nagy+Közép+Kisharang
  - 12.00-12.02 Nagyharang
  - 18.00-18.01 Középharang
  - 18.30-18.31 Nagy+Közép+Kisharang
  - 19.00-19.02 Nagyharang
  - 19.02-19.03 Kisharang

## A templomban eltemetett személyek
- Jelky András (1738–1783) világutazó (mint „consiliarius Hollandicus”)
- Sajnovics János (1733–1785) jezsuita matematikus, csillagász, nyelvész

- A torony nyári naplementében
- A templom homlokzata
- A templom 2010 telén
- Főpásztori szentmise 
(2010. február 7.) Felix Mariut és Varga András atyák között Petru Gherghel jászvásári püspök, tőlük jobbra Jánosa Domokos plébános és Erdő Péter bíboros
- Ünnepi szentmise, 2013
- A templom főoltára
- A templomhajó nagyböjti hangverseny közben (2012)
- A szembemiséző oltár karácsonyi időben, taizé imaórához földíszítve
- A jerikói vak 
(Csíkszentmihályi Róbert plasztikája a szentélyben található ambón, 1984)
- Halottak napja
- A templom hajója
- Mária bemutatása a templomban (Molnár C. Pál freskója a templomhajóban, 1938)
- Segítő Mária (a passaui kegykép másolata)
- Szent Kereszt-mellékoltár
- Harsonázó zsidó papok a szószék mellvédjén (19. század második fele)
- "Stabat Mater"
- Mária-szobor, mögötte az "ima-meghallgató" táblák
- Az 1985-ben készült 3 manuálos, 37 regiszteres Jehmlich-orgona
- A barokk orgona
- Lorettói kápolna (2011)
- Madonna-szobor a lorettói kápolnában
- Szent Anna kéz-ereklyéje a templom lorettói kápolnájában
- Hősök kápolnája
- A Hősök kápolnájának oltára
- Budapest, vízivárosi Szent Anna-templom, urnatemető az altemplomban
- A Hold a tornyok mögé bújt